# 劉應龍 (萬曆進士)
劉應龍（1547年—？），字文見，號在田，湖廣寶應府邵陽縣人，民籍，明朝政治人物、詩人。

## 生平
萬曆四年（1576年）丙子科湖廣鄉試第八十九名，萬曆八年（1580年）庚辰科會試第一百五十九名，三甲第六十一名進士。礼部觀政，本年授昆山县知县，治行为一时冠。十四年行取，选授四川道御史，十六年为长芦巡盐御史，十七年差巡按淮扬。在任时浚河建闸，使商运畅行。又上奏制定高家港等场恢复旧额，照例支商。致使贫灶安业，不再逃逸。后来力奏减免苏州浮粮数万石，為當地人称颂。十八年丁憂归乡。
萬曆二十二年（1594年）复除河南道御史，巡按山西，二十三年养病。二十八年起补江西道御史，本年巡视南城、巡按福建，三十二年巡按畿輔顺天，继掌河南道。任职二十载，风纪肃然。
万历三十三年（1605年）七月，以考满升南京太常寺少卿添注。三十五中养病致仕归。

## 著作
劉應龍工詩，每有所感，辄作诗记怀，其诗风质朴，来自现实感发。著有《一得编》。《沅湘耆旧集》收有其诗。

## 家族
曾祖父劉進，曾任知縣；祖父劉本宗，壽官；父親劉鏊，府通判。嫡母孫氏；生母陳氏。慈侍下。兄應璧。弟應箕。